# Pierre Adam
Pierre Adam (París, 24 d'abril de 1924 - Gerda, 24 de setembre de 2012) va ser un ciclista francès, que fou professional entre 1949 i 1954.
Anteriorment, com a ciclista amateur, va prendre part en els Jocs Olímpics de Londres de 1948, en què guanyà una medalla d'or en la prova de persecució per equips, fent equip amb Fernand Decanali, Serge Blusson i Charles Coste.

## Palmarès
- 1948
  -  Medalla d'or als Jocs Olímpics de Londres en persecució per equips
- 1953
  - 1r a Routiers - Pistards